# Sámara (fruto)

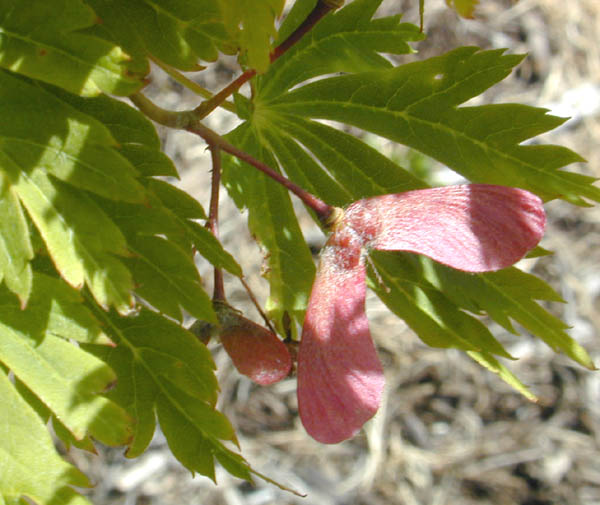
Ejemplo de disámara: Frutos del "arce japonés".

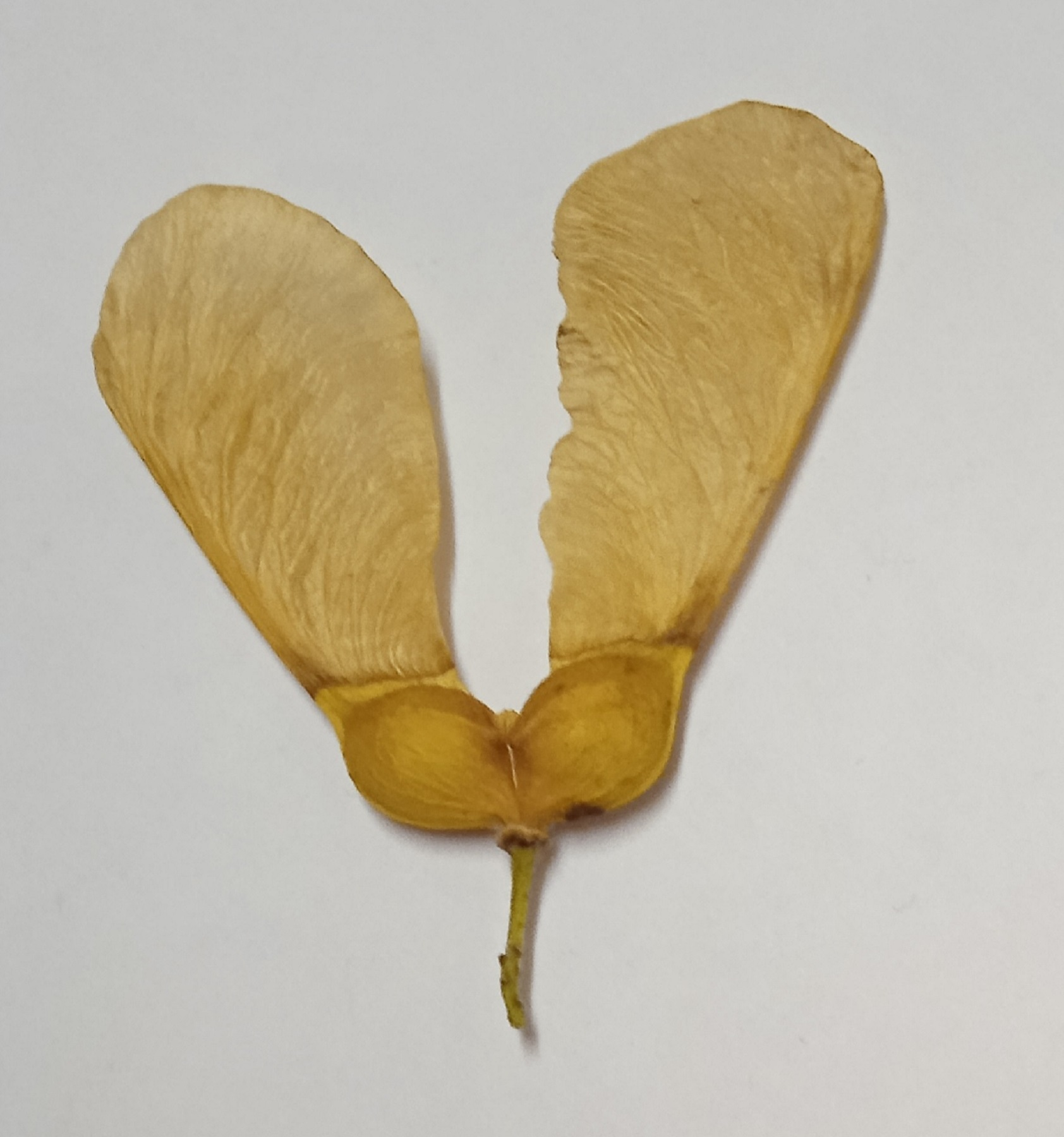
Disámara del arce de Montpellier Acer monspessulanum

Una sámara es un tipo de fruto en el que se desarrolla un ala aplanada de tejido fibroso y papiráceo a partir de la pared del ovario. Una sámara es un fruto seco indehiscente (que no se abre por una valva). La forma de la sámara favorece su dispersión por anemocoria, es decir, por el viento.
- La semilla puede estar situada en el centro del ala del fruto, como en el caso del olmo, el ailanto o el fresno.
- La semilla puede estar a un lado del fruto con el ala extendiéndose hacia el otro lado, de modo que gira sobre sí mismo en espiral y retarda su caída. Es el caso del arce.

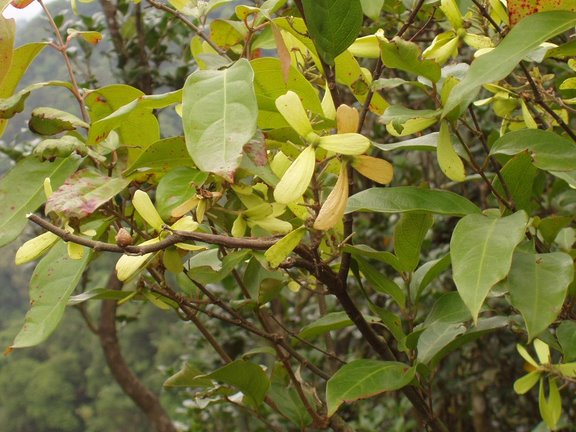
Ejemplo de trisámara en la especie Hiptage benghalensis

A veces, el fruto puede estar compuesto por dos sámaras, formando una disámara, un buen ejemplo es de nuevo el de los arces; y también por hasta tres sámaras: trisámara. Un ejemplo de este último caso es el de la especie Hiptage benghalensis (género Hiptage).